# Helena Tattermuschová
Helena Tattermuschová (Praga, 28 gennaio 1933 – Praga, 6 luglio 2025) è stata un soprano di coloratura ceco, apprezzata interprete di Mozart e Janáček.

## Biografia
Nata in una famiglia della classe operaia nel 1933, studiò all'Accademia delle Arti dello Spettacolo della natia Praga dal 1948 al 1953, per poi perfezionarsi per un altro anno con Jaromíra Tomášková. Nel giugno 1953 fece il suo debutto sulle scene al Teatro Nazionale di Praga come Barče ne Il balcio, apparendovi poi come lo sguattero in Rusalka, Esmeralda ne La sposa venduta e Pasáček in Krútňava. Dopo la fine degli studi e la vittoria di un paio di concorsi canori, nel 1955 fu scritturata dal Teatro Antonín Dvořák, ove esordì come Musetta ne La bohème. Rimase con la compagnia per una stagione, cantando in oltre una ventina di ruoli, tra cui Olympia ne I racconti di Hoffmann, Violetta ne La traviata, Costanza ne Il ratto dal serraglio e Lusidiše ne I brandeburghesi in Boemia.
Nel 1956 tornò a Praga come membro stabile del Teatro Nazionale, dove continuò a cantare regolarmente per trentacinque anni, fino al 1991. Qui si distinse per i ruoli mozartiani (Papagena ne Il flauto magico, Zerlina in Don Giovanni, Despina in Così fan tutte, Susanna ne Le nozze di Figaro, Blonde nel Serraglio), affermandosi soprattutto come raffinata interprete di musica ceca, in particolare come protagonista de La piccola volpe astuta (1970), poi inciso anche su disco. Qui cantò anche nel ruolo en travesti di Aljeja in Da una casa di morti, Kristina ne L'affare Makropulos, Blazenka ne Il segreto, Jitka in Dalibor, Karolina ne Le due vedove, Katuška ne Il muro del diavolo e Terinka ne Il giacobino. Il suo repertorio annoverava anche altri grandi ruoli di compositori europei, come Mimi ne La bohème, Liù in Turandot, Cio-Cio-San in Madama Butterfly, Lauretta in Gianni Schicchi, Sophie ne Il cavaliere della rosa, Micaela in Carmen, Nanetta in Falstaff, Oscar in Un ballo in maschera, Gilda in Rigoletto e Rosina ne Il barbiere di Siviglia. 
Attiva anche in campo internazionale, nel 1972 esordì al Gran Teatre del Liceu come Jitka in Dalibor, mentre nel 1973 fece il suo debutto al Gran Teatro La Fenice come Aljeja in Da una casa di morti. Aveva cantato come Aljeja anche nella prima britannica di Da una casa di morti all'Edinburgh International Festival nel 1965. Cantò in un'ottantina di registrazioni effettuate dalla Český rozhlas. Dal 1977 al 1995 ha insegnato al Conservatorio di Praga e nel 2013 ha ricevuto il Premio Thalia alla carriera.
È morta a Praga nel 2025 all'età di 92 anni.

## Discografia parziale
- Catulli Carmina - Gupraphon 1112 1462 (LP, 1974); Ivo Židek, Helena Tattermuschová, Ludmilla Tržická, Vladimir Topinka; Vladimir Menci and Oldřich Kredba (pianoforte), Czech Philharmonic Chorus, Prague Symphony Orchestra, Vaclav Smetaček, conduttore.